# Piranha Bytes
Piranha Bytes GmbH — німецький розробник відеоігор, що базується в Ессені. Найбільш відомі за своїми оригінальними серіями рольових відеоігор Gothic, Risen та ELEX. З 2019 року студія була дочірньою компанією THQ Nordic і у червні 2024 року була ліквідована.

## Історія компанії
Компанія Piranha Bytes Software GmbH була заснована 12 жовтня 1997 року Алексом Брюґеманом, Міхаелем Хоґе, Стефаном Ноулем та Томом Пуцкі. В 1999 році її придбав німецький видавець Phenomedia. Свій перший проєкт, Gothic, студія випустила в 2001 році для ПК-платформи. Невдовзі після цього Брюґґеман залишив компанію, щоб працювати над меншими ігровими проєктами, зрештою створивши The Settlers: Rise of an Empire. 19 січня 2013 року він помер після тривалої хвороби.
Після фінансового скандалу, Phenomedia подали заяву про банкрутство в травні 2002 року. Керівництво Piranha Bytes здійснило MBO (англ. Management buyout — викуп власності компанії її ж менеджментом в кризових ситуаціях) і передало права на торгові марки та ІВ, новоствореній компанії Pluto 13 GmbH, яка прийняла «Piranha Bytes» як свою торгову назву. На той час лише один з чотирьох співзасновників залишався зі студією. У березні 2004 року Piranha Bytes була серед засновників GAME Bundesverband der deutschen Games-Branche.
У 2007 році, розробник заявив про припинення співпраці з видавцем JoWooD, який залишив за собою права на серію Gothic. Доповнення до Gothic 3, Forsaken Gods стало першим розробленим сторонньою студією проєктом для серії. 18 червня 2007 року компанія заявила про співпрацю з Deep Silver, ігровим брендом Koch Media. Deep Silver стали видавцем першої гри нової франшизи Risen, яка побачила світ в 2009 році, її продовженні Risen 2: Dark Waters (2012), а також Risen 3: Titan Lords (2014).
22 травня 2019 року THQ Nordic оголосили про придбання студії на закритих умовах. В результаті угоди про придбання було відновлено оригінальну назву студії Piranha Bytes GmbH, до червня того ж року там працювало 32 співробітники.
У 2023 році Embracer Group (власник THQ Nordic) у зв'язку з провалом двохмільярдної угоди розпочали масштабну реструктуризацію, включаючи масові звільнення та закриття студій. Як повідомляється, наприкінці того ж року THQ Nordic почали шукати покупця для Piranha Bytes, що закінчилося невдачею. Тож у грудні розпочався процес звільнення всього персоналу.

### Закриття
Через брак фінансування студія закрилася наприкінці червня 2024 року.

## Розроблені відеоігри
| Рік  | Назва                         | Платформи                                                                         | Видавець                                                 | Дж. |
| ---- | ----------------------------- | --------------------------------------------------------------------------------- | -------------------------------------------------------- | --- |
| 2001 | Gothic                        | Microsoft Windows, Nintendo Switch                                                | THQ, Xicat Interactive, Egmont Interactive               |     |
| 2002 | Gothic II                     | Microsoft Windows, Nintendo Switch                                                | JoWooD Productions, Infogrames Europe, Atari, THQ Nordic |     |
| 2003 | Gothic II: Night of the Raven | Microsoft Windows, Nintendo Switch                                                | JoWooD Productions                                       |     |
| 2006 | Gothic 3                      | Microsoft Windows                                                                 | JoWooD Productions, Deep Silver, Auran, Aspyr Media      |     |
| 2009 | Risen                         | Microsoft Windows, Xbox 360, Xbox One, PlayStation 4, Nintendo Switch             | Deep Silver, THQ Nordic                                  |     |
| 2012 | Risen 2: Dark Waters          | Microsoft Windows, Xbox 360, PlayStation 3                                        | Deep Silver, Ubisoft                                     |     |
| 2014 | Risen 3: Titan Lords          | Microsoft Windows, Xbox 360, PlayStation 3, PlayStation 4                         | Deep Silver                                              |     |
| 2017 | ELEX                          | Microsoft Windows, Xbox One, PlayStation 4                                        | THQ Nordic                                               |     |
| 2022 | ELEX II                       | Microsoft Windows, macOS, Xbox One, Xbox Series X/S, PlayStation 4, PlayStation 5 | THQ Nordic                                               |     |